# 東方尖唇鱼
红唇鱼（学名：Cheilinus rhodochrous）为隆头鱼科唇鱼属的一种鱼类。分布于非洲东岸至太平洋中部夏威夷群岛、北至日本、台湾岛以及南海诸岛等，多见于礁盘浅水海域。该物种的模式产地在Zanzibar。